# Classe Revenge
A Classe Revenge, também chamada de Classe R, foi uma classe de couraçados operada pela Marinha Real Britânica, composta pelo HMS Revenge, HMS Royal Sovereign, HMS Royal Oak, HMS Resolution e HMS Ramillies. Suas construções começaram 1913 e 1914, sendo lançados ao mar entre 1914 e 1916 e comissionados em 1916 e 1917. O projeto foi muito baseado na predecessora Classe Queen Elizabeth, porém menor e com uma velocidade máxima reduzida para que pudessem ser construídos mais economicamente. Outros três navios também foram planejados, porém um foi cancelado e os dois últimos redesignados como cruzadores de batalha da Classe Renown.
Os cinco couraçados da Classe Revenge, em suas configurações originais, eram armados com uma bateria principal composta por oito canhões de 381 milímetros montados em quatro torres de artilharia duplas. Tinham um comprimento de fora a fora de 189 metros, boca de 27 metros, calado de dez metros e um deslocamento carregado de mais de 33 mil toneladas. Seus sistemas de propulsão eram compostos por 21 caldeiras a óleo combustível que alimentavam dois conjuntos de turbinas a vapor, que por sua vez giravam quatro hélices até uma velocidade máxima de 21 nós (39 quilômetros por hora). Os navios também tinham um cinturão de blindagem de até 330 milímetros de espessura.
Os navios entraram em serviço na Primeira Guerra Mundial, com o Revenge e o Royal Oak participando da Batalha da Jutlândia em 1916. Depois disso os dois lados adotaram as estratégias mais cautelosas e consequentemente os membros da classe não entraram mais em combate. Na década de 1920 eles envolveram-se na Guerra Greco-Turca e na Guerra Civil Russa como parte da Frota do Mediterrâneo. Os couraçados normalmente operaram como unidade no período entreguerras, incluindo períodos na Frota do Atlântico. Os cinco receberam pequenas modernizações na década de 1930, especialmente para fortalecer suas defesas antiaéreas e equipamento de controle de disparo.
Os membros da Classe Revenge lutaram também na Segunda Guerra Mundial, porém desta vez muitas vezes relegados a funções secundárias, como escolta de comboios e ações de bombardeio litorâneo. O Royal Oak foi afundado em outubro de 1939 por um submarino alemão em Scapa Flow. Os navios restantes participaram de outras ações, como a Campanha da Noruega, o Ataque a Mers-el-Kébir e as batalhas de Dacar, Cabo Spartivento, Madagascar e Normandia. O Royal Sovereign foi emprestado para a União Soviética entre 1944 e 1949 e renomeado Arkhangelsk, escoltando comboios no Ártico. Os navios foram tirados de serviço até 1945 e desmontados após o fim da guerra.